# Kamenowo (obwód Razgrad)
Kamenowo (bułg. Каменово) – wieś w Bułgarii, w obwodzie Razgrad, w gminie Kubrat. W 2023 roku liczyła 261 mieszkańców.